# John G. Rowland
John Grosvenor Rowland (Waterbury, 24 maggio 1957) è un politico statunitense, governatore del Connecticut dal 1995 al 2004.

## Biografia
Nato nel 1957 a Waterbury, nel Connecticut, entrò in politica a soli 23 anni, facendosi eleggere da repubblicano alla Camera dei rappresentanti del Connecticut nel 1981, rimanendo in carica per quattro anni fino ad essere eletto per il 5º distretto del Connecticut al Congresso americano.
Nel 1994 venne eletto governatore del Connecticut, diventando inoltre il più giovane al momento dell'elezione. Verrà poi rieletto per altri due mandati nel 1998 e nel 2002. Nei primi mesi del suo terzo mandato fu travolto da accuse di frode ed evasione fiscale che lo portarono ad una condanna a 10 mesi di prigione, a cui si è aggiunta anche quella a 4 anni agli arresti domiciliari. Rowland rassegnò perciò le dimissioni di governatore il 1º luglio 2004 lasciando l'incarico alla sua vice Jodi Rell.